# Garche
Pour l’article ayant un titre homophone, voir Garches.
Garche est une ancienne commune française du département de la Moselle, elle est rattachée à celle de Thionville depuis le 1er juillet 1970.
Ses habitants sont appelés les Garchois en français et les Gaascher en platt. Par ailleurs, les villages de Garche et Kœking représentent un total de 1 563 habitants en 2017.

## Géographie
Le village de Garche se trouve dans le thionvillois, à 6 km au Nord de Thionville. Le territoire communal de Manom sépare Thionville de Garche et Kœking, par conséquent ces deux villages constituent une enclave extra-communale.
Le territoire communal de Garche représente 7,78 km2 en 1907, un chiffre qui inclut Kœking, le moulin de Garche et le moulin de Lagrange.

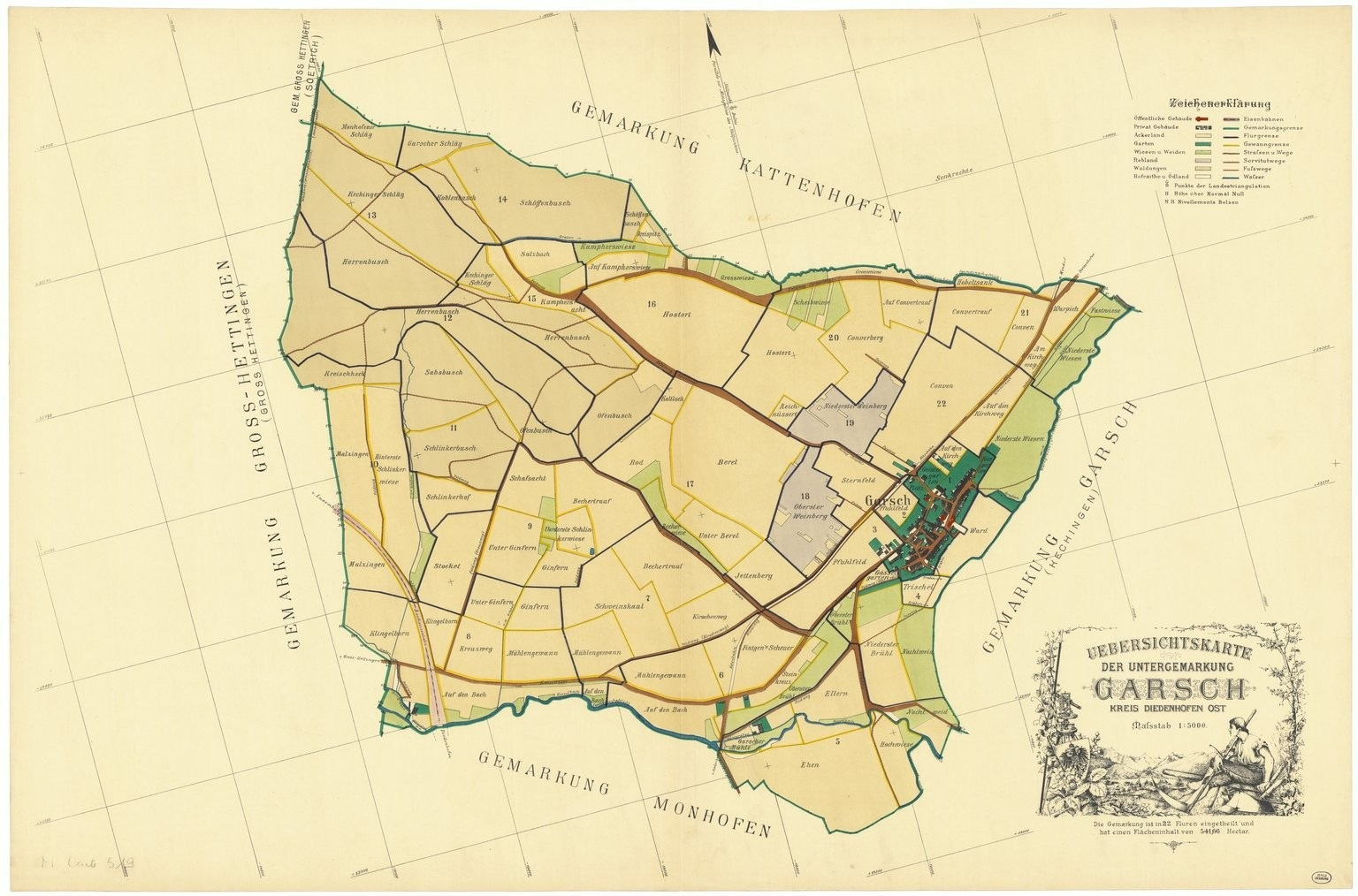
Plan cadastral de Garche au début du XXe siècle.

### Voies de communication et transports
Garche est traversé par les routes D1 et D153g ; sur la première se trouve l'arrêt de bus « Route de Mondorf », sur le tronçon du même nom.
Entre 1903 et 1935, cette localité est desservie par la ligne de Thionville à Mondorf-les-Bains.

### Hydrographie
Ce village est situé sur la rive gauche de la Moselle, il est délimité par : 
- la rivière de la Kiesel au Sud
- le ruisseau du Nachtweidgraben à l'Est
- le ruisseau de Warpich au Nord

La partie de Garche qui est située au Sud de la zone urbanisée est inondable.

### Réserve naturelle de cigognes
Depuis 2014, une colonie de cigognes s'est établie à proximité des anciennes gravières de Garche et elle est en constante augmentation. En 2021, le site dénombre une trentaine de nids posés sur de vieux peupliers et de ce fait une soixantaine d'individus ont élu domicile sur ce site pour la période de nidification.
Il y a par ailleurs une cohabitation avec des hérons depuis au moins 2019 qui se passe assez bien selon un ornithologue.

## Toponymie

### Mentions anciennes
- Caranusca (IVe siècle)[5], Garnische (1128)[5], Carnisse (1137)[5], Gairscheyt (1369)[5], Gart (1544)[6], Garsh (1560)[5], Garsz (1596)[6], Guarch (1681)[6], Gaches (1686)[6], Garche (1762)[6], Garsche (1793 et 1801)[7], Gasch (carte de Cassini)[6], Garsch (1871-1918)[8].
- En francique lorrain : Gaascht[9], Gaasch[10] et Garsch. En allemand : Garsch[11].

### Étymologie
D'après Ernest Nègre, la mention Caranusca est issue du préceltique carn, d'origine et de sens incertain, suivi du suffixe préceltique -usca.
Selon Théodore de La Fontaine, Garsch (Garche) ne serait pas la dénomination originelle du village, mais un sobriquet à rapprocher du mot allemand Garstig qui signifie entre autres « sordide », cela dans le sens où cet endroit serait une traversée incommode et sale par temps pluvieux. Cependant, cette explication semble ne pas tenir compte des mentions les plus anciennes (avant 1544) et dans ce cas elle n'est pas pertinente. M. de La Fontaine ajoute que le vrai nom du village pourrait être Hisingen, nom conservé à la partie du village où fut construite l'église, mais qui ne subsiste plus que comme lieu-dit. Hisingen avait probablement la même racine que Husingen; toponyme lié à la localité voisine de Husange.

## Histoire
D'après Jules Vannérus, Garche est la Caranusca des gallo-romains.
Ancien village à vocation céréalière, qui dépendait en 1681 de trois seigneuries : Meillebourg ou Meilberg, Cattenom et Lagrange. D'autre part, Garche a dépendu du bailliage de Thionville (1661-1790) et avait une chapelle qui était une annexe de la paroisse de Hussange.
Kœking est rattaché à Garche de 1809 à 1921. Les deux villages dépendent alors de la paroisse d'Hussange.
Le 1er juillet 1970, la commune de Garche est rattachée à celle de Thionville sous le régime de la fusion simple. Après cette date, un habitat pavillonnaire s'y est développé.

## Administration
| Période                                  | Période | Identité        | Étiquette | Qualité |
| ---------------------------------------- | ------- | --------------- | --------- | ------- |
| 19??                                     | 19??    | Bauer           |           |         |
| 19??                                     | 1970    | Nicolas Schmitt |           |         |
| Les données manquantes sont à compléter. |         |                 |           |         |

Depuis son rattachement à Thionville, cette ancienne commune dispose d'une mairie de quartier.

## Population et société

### Démographie
| 1793 | 1800 | 1806 | 1821 | 1836 | 1841 | 1861 | 1866 | 1872 |
| ---- | ---- | ---- | ---- | ---- | ---- | ---- | ---- | ---- |
| 430  | 455  | 441  | 763  | 855  | 839  | 876  | 894  | 854  |

| 1876 | 1881 | 1886 | 1891 | 1896 | 1901 | 1906 | 1911 | 1921 |
| ---- | ---- | ---- | ---- | ---- | ---- | ---- | ---- | ---- |
| 826  | 772  | 768  | 744  | 740  | 779  | 774  | 838  | 825  |

| 1926 | 1931 | 1936 | 1946 | 1954 | 1962  | 1968  | - | - |
| ---- | ---- | ---- | ---- | ---- | ----- | ----- | - | - |
| 550  | 545  | 550  | 535  | 553  | 1 092 | 1 175 | - | - |

### Enseignement
L'école primaire « les Vergers du Bérel » fait partie de l'Académie de Nancy-Metz en zone B.

### Sport et loisirs
- Club d'échecs GK3000 de Garche-Koeking[19]
- Club de football : l'Entente sportive de Garche, abrégé en « ES Garche »[20]
- Comité des fêtes de Garche-Kœking[21]

## Économie
Vers 1817, ce village possède 514 hectares de territoire productif dont 134 en bois, 15 en vignes et 3 en friches ; 2 moulins et une huilerie.
En 1907, le Ministère de la Guerre dénombre à Garche : une carrière, deux moulins à céréales, 138,8 hectares de bois, 66 de prés et 13,5 de vignes. Il indique qu'on y cultive des céréales et que l'on pratique l'élevage concernant 146 chevaux, 323 bêtes à cornes, 208 moutons et 579 porcs.
Depuis 1954, Garche dispose d'un alambic municipal qui a été renouvelé en 2010.

## Culture locale et patrimoine

### Sobriquet
Les habitants de Garche sont historiquement surnommés : Gaascher klëppelen (les gourdins de Garche). Le sobriquet « gourdins » concerne également les Boustois et il est précisé que : « Les habitants de Boust étaient supposés aimer beaucoup se battre d'où leur surnom ».

### Lieux et monuments
- Bildstock de 1613 ; érigé par Lambert, son épouse Ursule, Dietrich Tilt et Maria Winckel ; rue de Meilbourg[26]
- Bildstock de 1616 ; érigé par François Imgrund, Pierre Fischer, leurs épouses et Marguerite ; à l’angle de la rue de Meilbourg et de la route de Mondorff[26]
- Croix du XVIIe siècle ; rue de Meilbourg[26]
- Croix de 1716 ; érigée par Christophe Belfort et son épouse Madeleine ; rue de la Peupleraie[26]
- Croix de 1740 ; route de Mondorff, entre Garche et Kœking[26]
- Ancien calvaire du XIXe siècle à la sortie de Garche en direction de Cattenom, il est retrouvé brisé en deux parties pendant l'été 1971[27]
- Cimetière étagé sur trois niveaux : le premier date de la construction de l’église Saint-Nicolas, les deux autres sont plus récents[28]

#### Église Saint-Nicolas (1855)

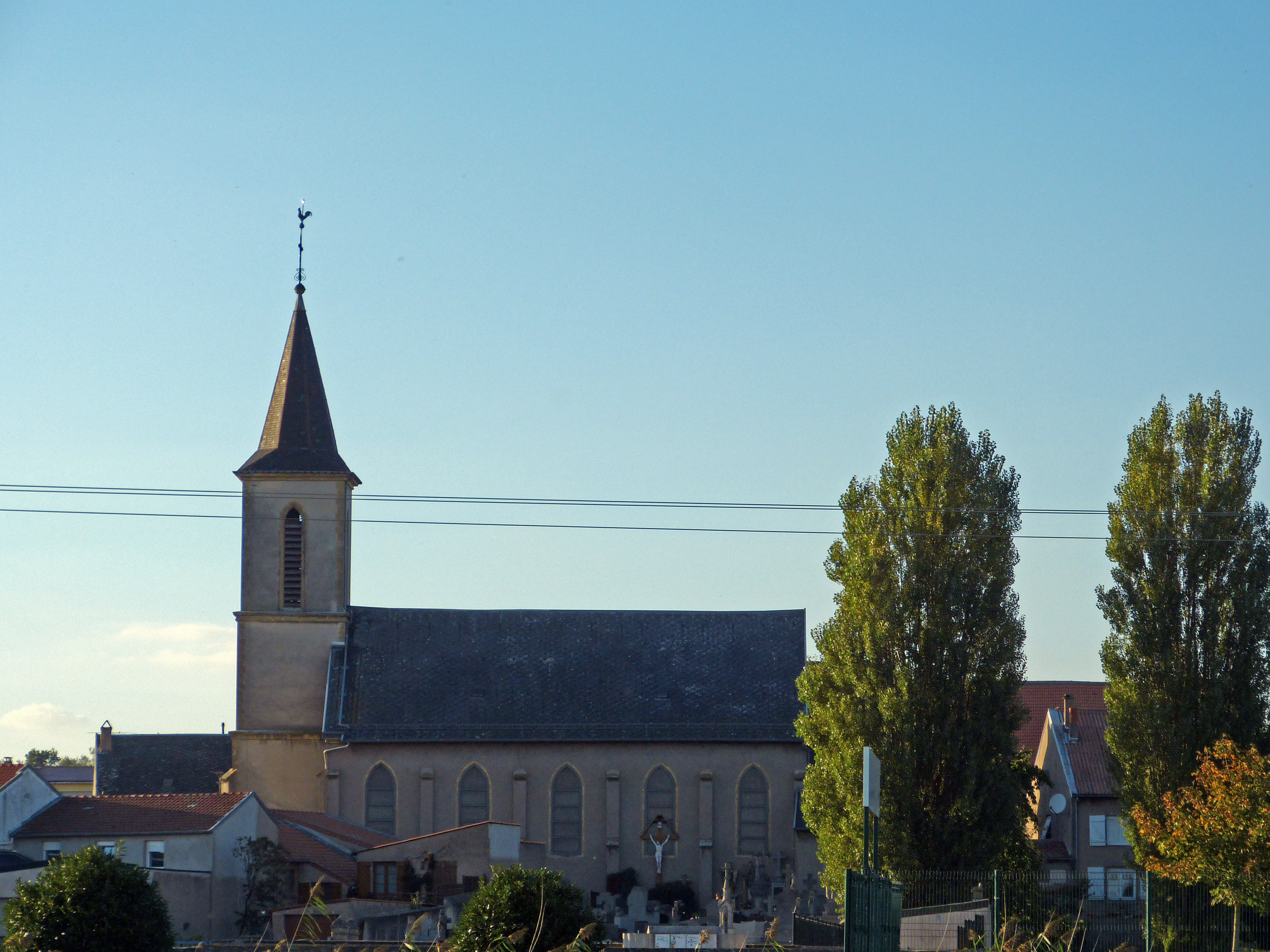
Vue latérale de l'église Saint-Nicolas.

Avant 1602, une chapelle est bâtie à Garche qui fait alors partie de la paroisse d'Hussange. En 1853, la construction de l'église Saint-Nicolas est décidée à la place de cette chapelle d'après les plans de l'architecte Léon Laydecker. Achevée, l'église est bénie le 3 décembre 1855 par l'archiprêtre Groos de Cattenom.
La sacristie est reconstruite en 1898 en empiétant sur l'ancien cimetière. Le chauffage est installé en 1911, et l'escalier à l'entrée de l'église est mis en place en 1925 par l'entreprise Sempiana.

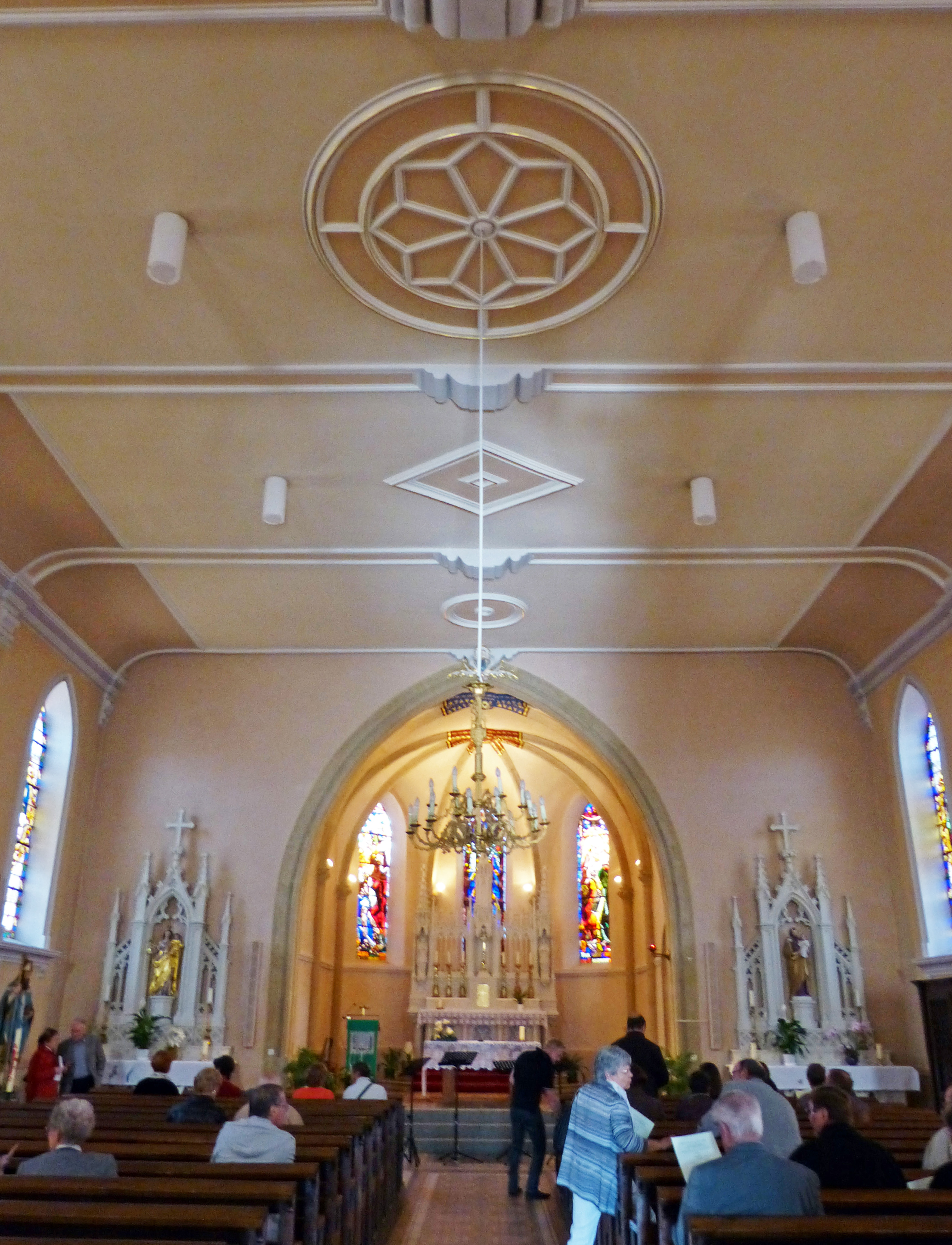
La nef de l'église Saint-Nicolas lors d'un concert en 2012.

Le bâtiment est de type « église-grange », formée uniquement d'une large nef, sans bas-côté, ni pilier.

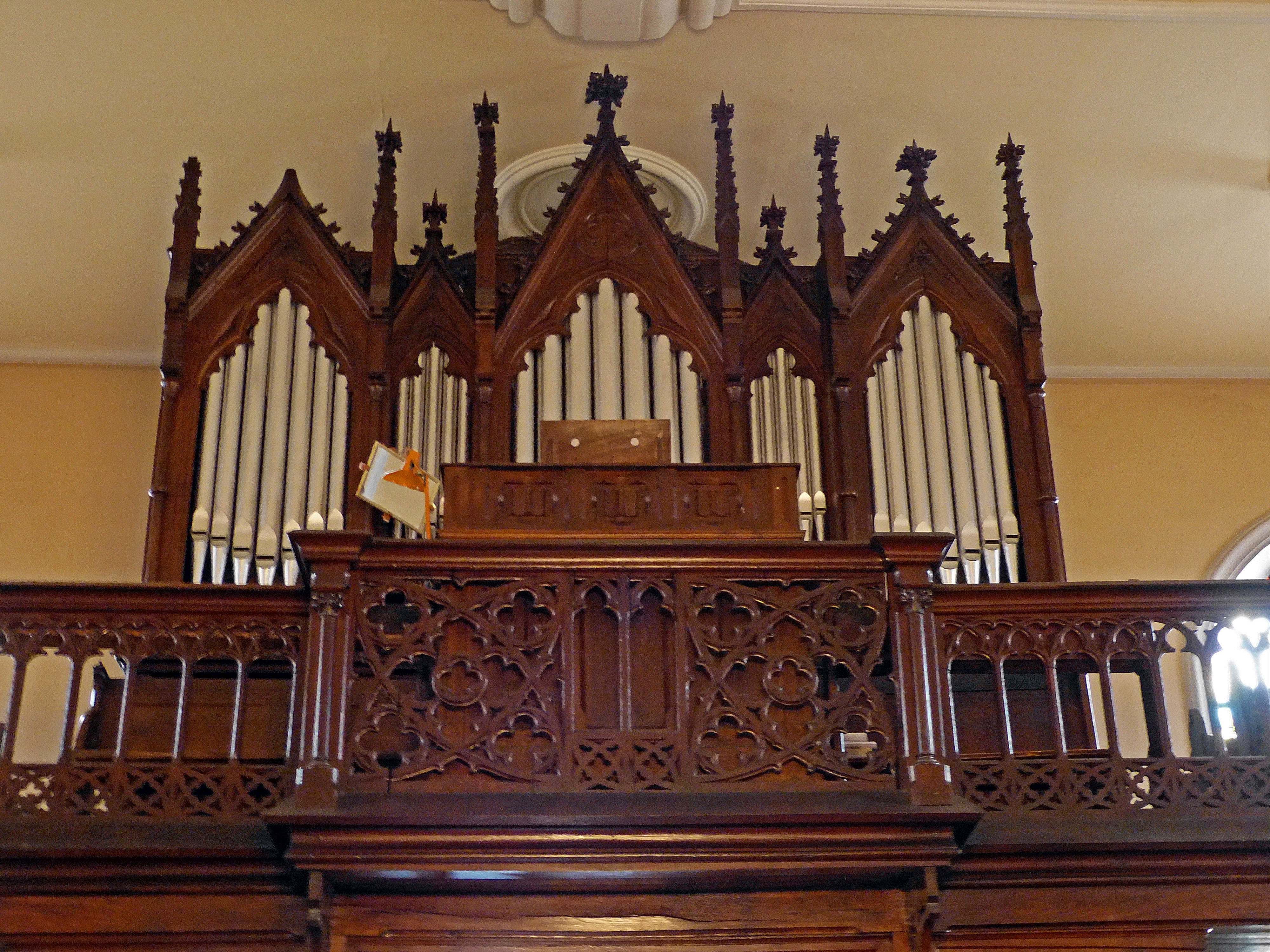
Le buffet d'orgue de l'église Saint-Nicolas.

 L'Église sert bien entendu pour les offices religieux, célébrés le dimanche matin par l'abbé Jean-Pierre Kovacs, mais est également utilisée lors de concerts, en particulier ceux organisés par l'association « Les amis de l'orgue de Thionville », présidée par Raphaële Garreau de Labarre.
L'orgue date de la fin du XIXe siècle. Il a été construit par le facteur d'orgue Franz Staudt de Püttlingen, et la console réalisée par le menuisier Jolivalt de Haute-Sierck. Sa première utilisation date de la Pentecôte 1899. Il est composé de deux claviers (Grand-Orgue et Récit expressif pouvant être accouplés) et d'un pédalier, avec treize jeux répartis comme suivant :
| - Montre 8'G - Bourdon 8' - Flûte 8' - Gambe 8' - Gemshorn 8' - Prestant 4' - Doublette 2' | - Geigenprincipal 8' - Flûte bouchée 8' - Salicional 8' - Vox celestis 8' - Vox celestis 8' - Soubasse 16' |  |

Le clocher abrite trois cloches mises en place en 1923 en remplacement de celles réquisitionnées par les armées allemandes durant la première guerre mondiale. Fabriquées par la fonderie Causard de Colmar, elles sont bénies le 15 juillet par le chanoine Guerber curé-archiprêtre de l'église Notre-Dame de Metz. Parmi leur douzaine de parrains et marraine figurent le comte et la comtesse de Bertier de Manom. Pesant 1 180 kg, la plus grosse cloche est un mi et est dédiée à Notre-Dame de Lourdes. La deuxième cloche, d'un poids de 815 kg, sonne un fa dièse et est consacrée à saint Nicolas, patron de la Lorraine. La troisième cloche de 550 kg joue un sol dièse et a comme patrons les Anges gardiens.

Les vitraux
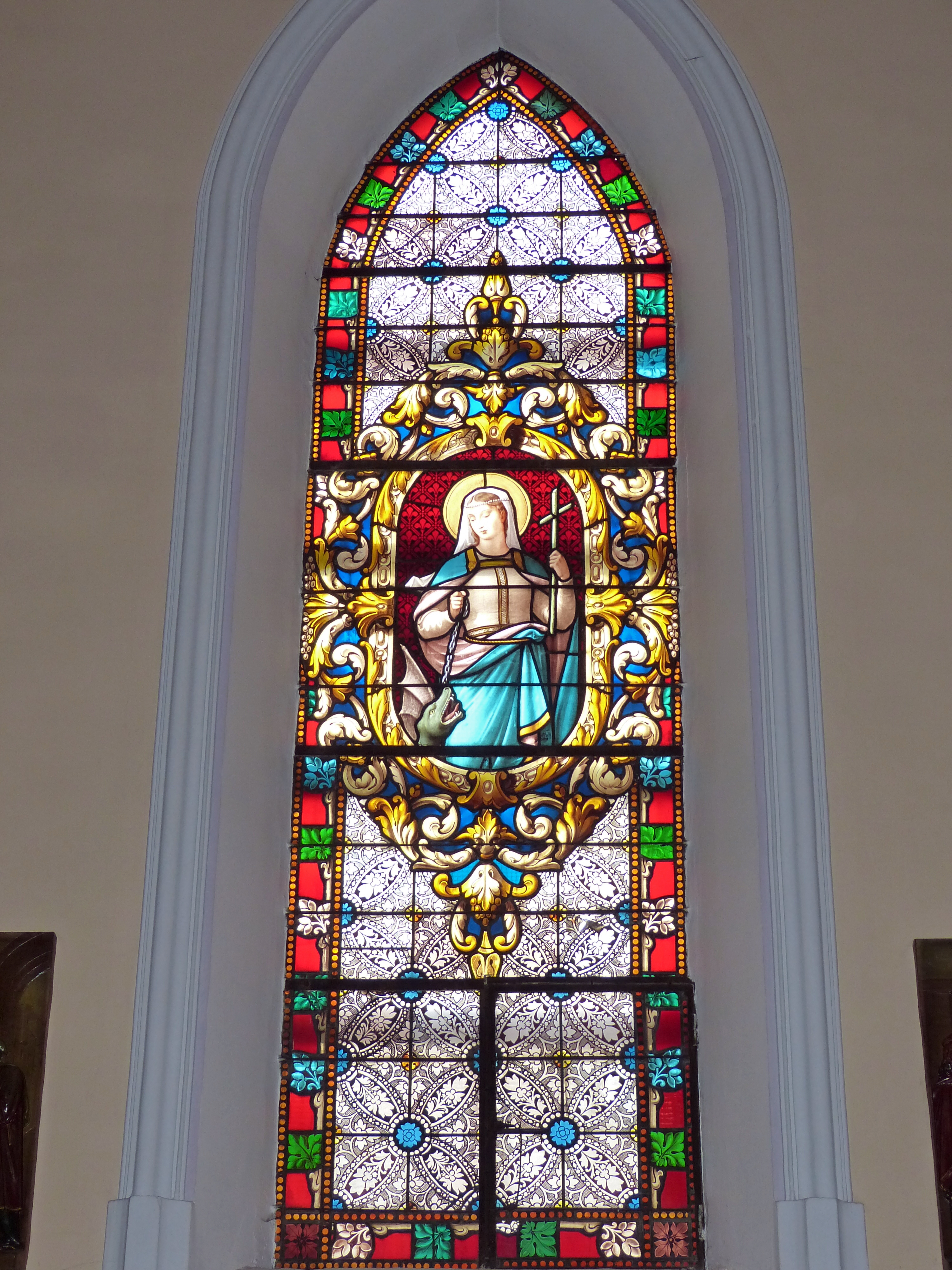
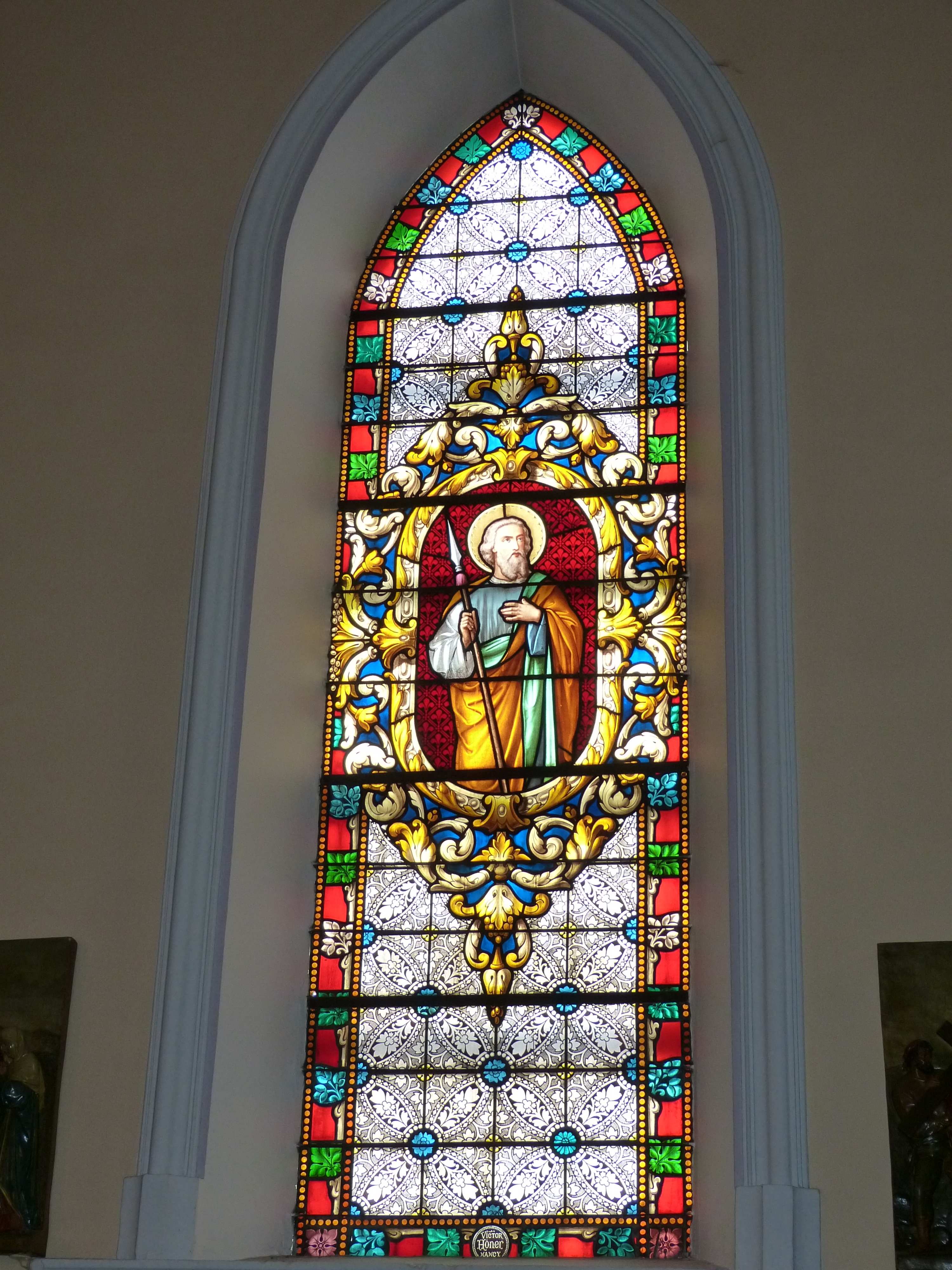
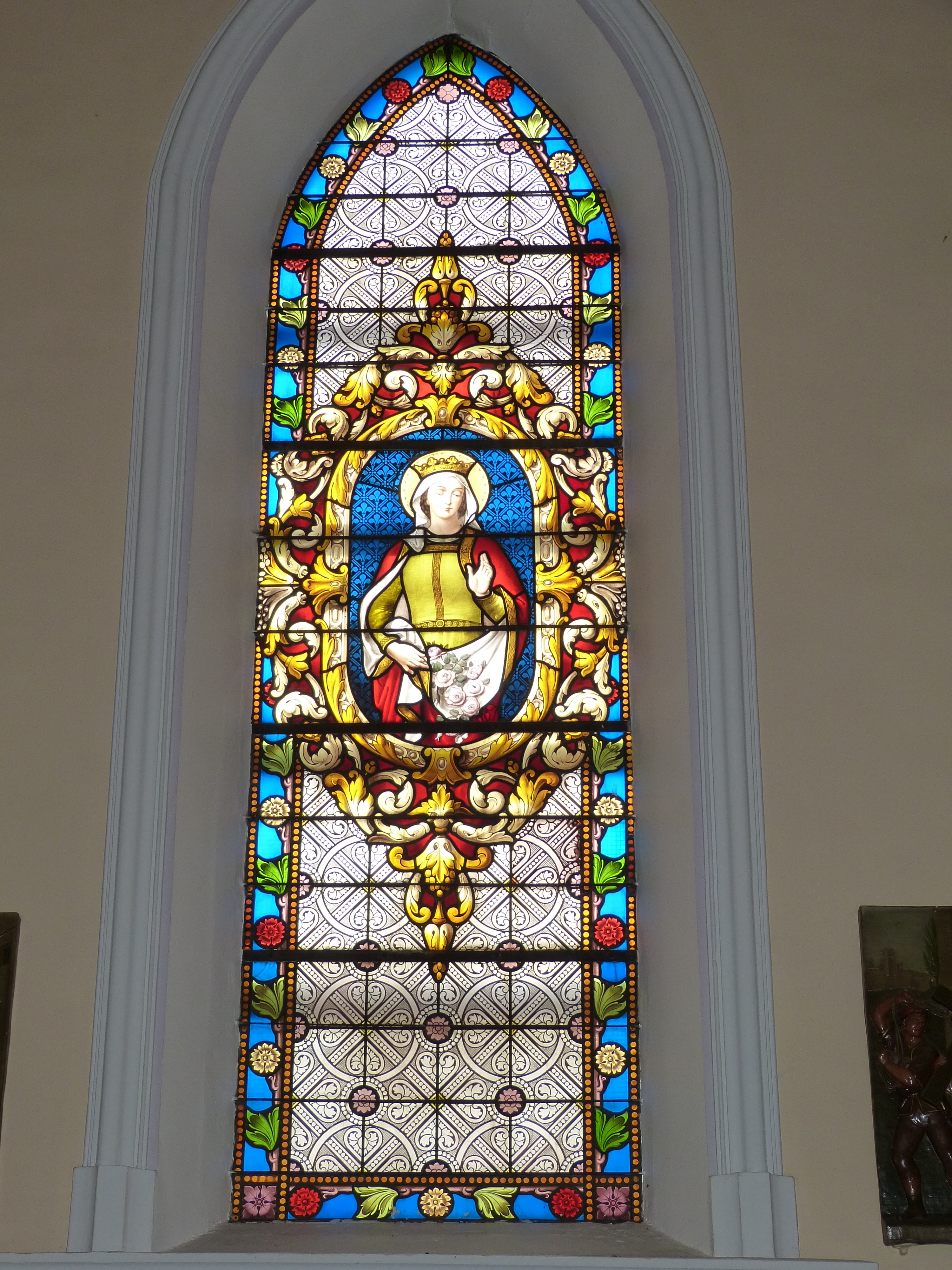
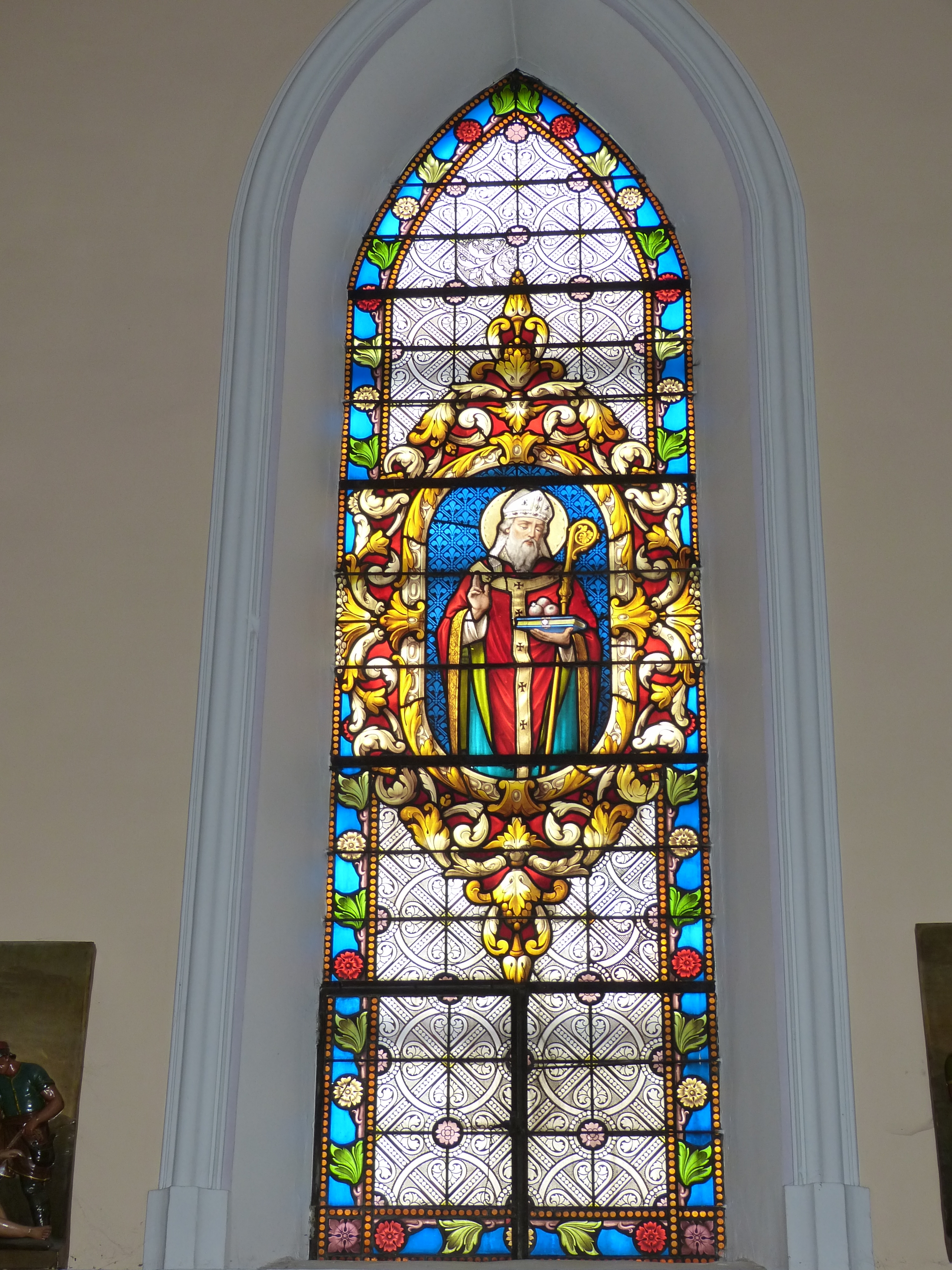
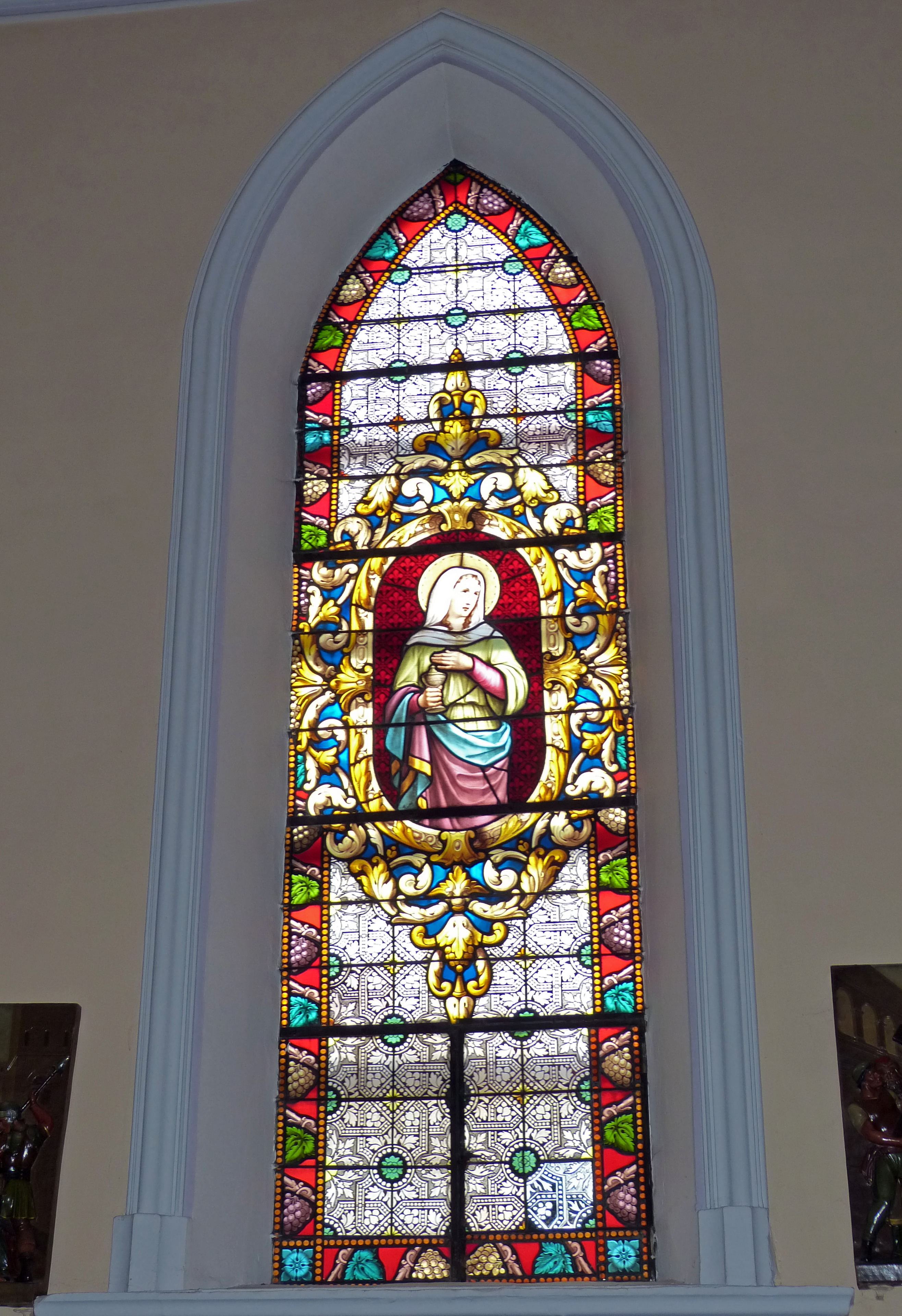
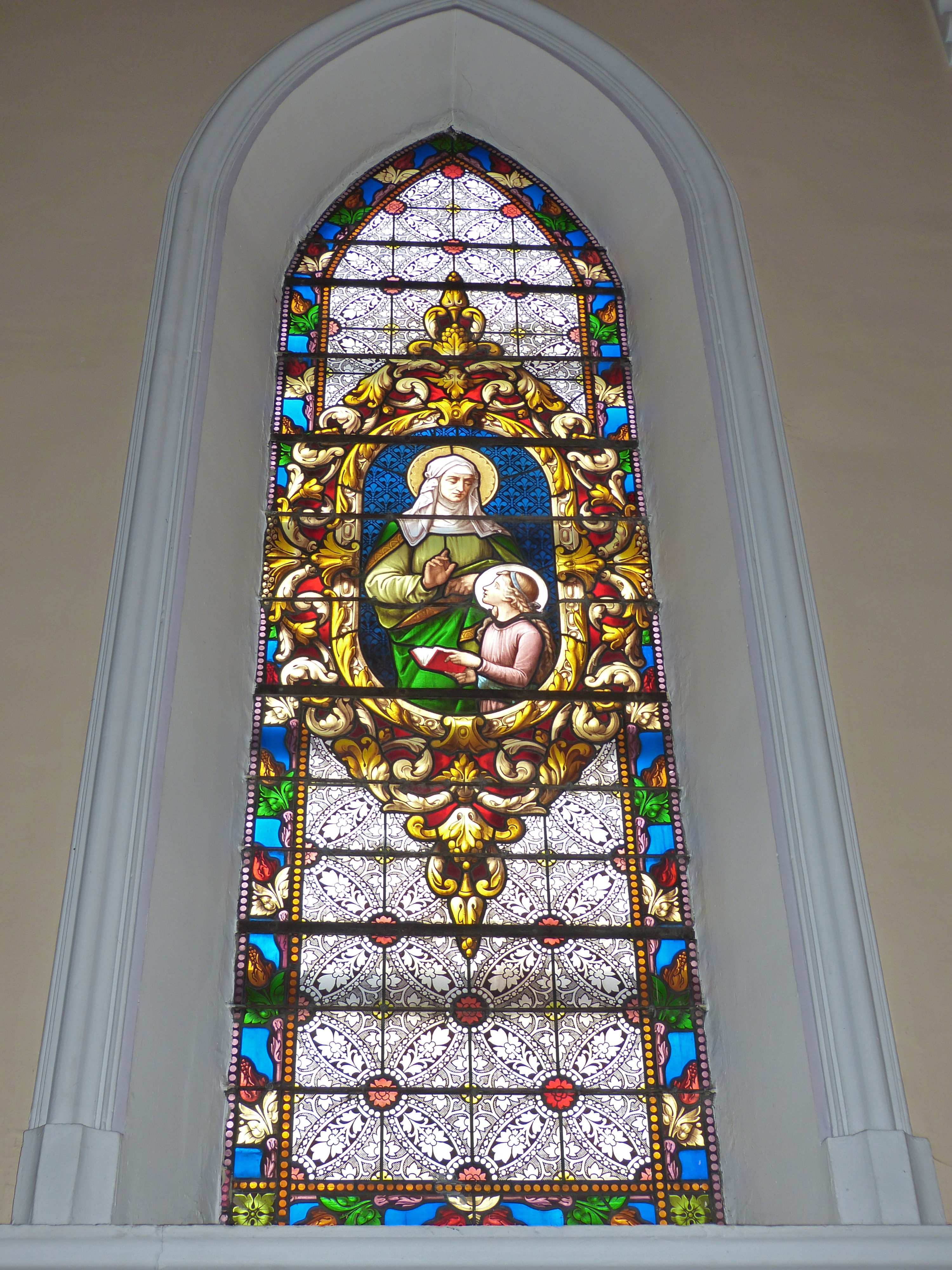
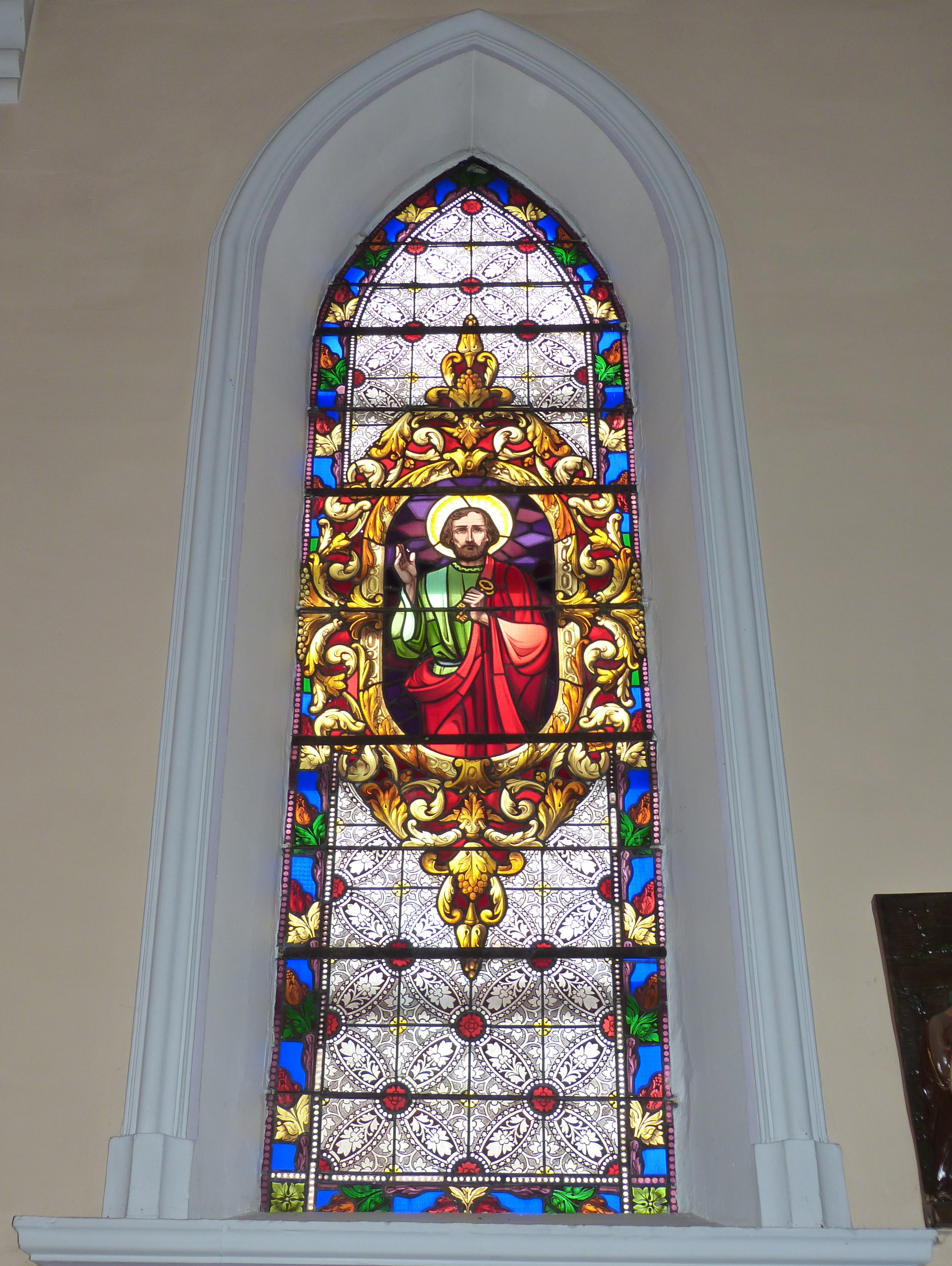
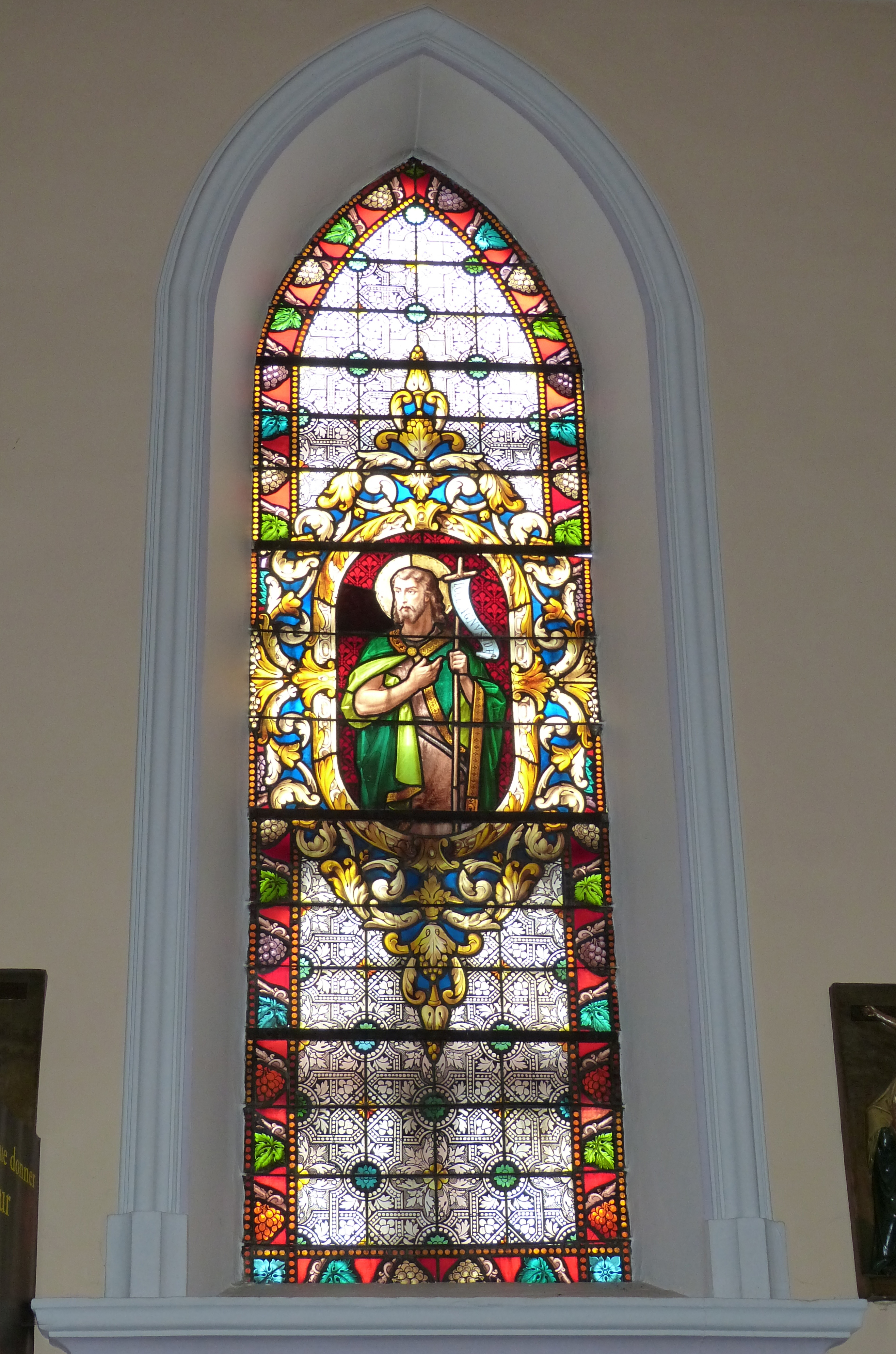

#### Monument aux morts (1921)
Le 6 novembre 1921, un monument aux morts est érigé à la mémoire des douze habitants de la commune morts pendant la première guerre mondiale. Adossé au mur de l'église, a proximité de l'entrée, il est conçu par le sculpteur Scherrer de Bouzonville. Le monument est béni par l'abbé Kircher en présence du comte de Bertier, conseiller général de Moselle.

### Héraldique
| Blason de Garche | Blason  | Écartelé : au 1er d'azur à trois fasces d'or, au 2e d'azur à la lettre onciale M d'or couronnée du même et soutenue d'un croissant d'argent, au 3e coupé d'argent et de sable aux rais d'escarboucle d'or , les rais en sautoir pommetés, brochant sur le tout, au 4e d'azur au lion d'argent. |
| Blason de Garche | Détails | Ce blason représente les armes des seigneuries dont Garche dépendait. |